# Aaralyn Barra
Aaralyn Barra (24 de abril de 1985) es una actriz pornográfica rusa retirada.

## Carrera
Aaralyn entró en la industria de la pornografía en el año 2005 (teniendo tan solo 20 años) y hasta el 2010 ha aparecido en aproximadamente 50 películas.
En sus películas, destacan sus escenas anales y dobles penetraciones interraciales (escenas que adora hacer), destacando sus películas I take it Black, I like Black Boys, o su reciente película Interracial Anal Love en la cual es protagonista y es penetrada por el ano en una intensa escena interracial.
Es conocida por su gusto por realizar escenas de sexo anal interracial, sus encantos y su buen físico. Ha trabajado con los actores Mandingo, Brian Pumper, Wesley Pipes y Nacho Vidal entre otros.
Actualmente trabaja en la página web koffeeandcream.com en la cual ha grabado y publicado un viaje que ella misma realizó, viajando en micro en busca de hombres de color lindos (dicho así por la misma Aaralyn), y les pregunta si quieren ser famosos, si ellos le responden que sí, ella les permitirá subir y tendrá sexo anal con cada uno.